# استان اومه
استان اومه (به لاتین: Ouémé Department) یک استان در بنین است.

## خصوصیات
استان اومه ۱٬۲۸۱ کیلومترمربع مساحت و ۱٬۰۹۶٬۸۵۰ نفر جمعیت دارد.